# 社坛镇
社坛镇是中国重庆市丰都县下辖的一个镇。

## 行政区划
社坛镇辖1个社区、17个村。
- 社区：社稷坛居委会
- 村：德盛村、平安村、五福村、社坛村、三桥村、干坛村、文汇村、陈家岩村、踏水桥村、蔡家庙村、马大塘村、李家冲村、火龙山村、永兴村、地坝嘴村、龙门村、大胜寨村